# 547400 Szakcsilakatos
547400 Szakcsilakatos este o planetă minoră (asteroid) din centura de asteroizi. A fost descoperită pe 4 septembrie 2010 la Piszkéstetői Obszervatórium⁠(d) de . 
Obiectul prezintă o orbită caracterizată de o semiaxă mare de 2,7937790798437 UAi, o excentricitate de 0,15701431773382, o înclinație de 5,5605523386487 ° în raport cu ecliptica.